# Hartmut Riemenschneider (Germanist)
Hartmut Riemenschneider (* 2. November 1940 in Hagen in Westfalen) ist ein deutscher Germanist, Romanist und Kirchenmusiker.

## Leben
Nach dem Abitur in Hagen studierte Riemenschneider Germanistik, Romanistik und Musikwissenschaft an der Universität Erlangen-Nürnberg. Nach Abschluss des Studiums arbeitete er im Schuljahr 1964/65 als Gymnasiumsassistent in Genf. 1969 wurde er mit seiner Dissertation über Maeterlinck Der Einfluß Maurice Maeterlincks auf die deutsche Literatur bis zum Expressionismus zum Dr. phil. promoviert. 1974 habilitierte er sich an der Universität Dortmund. Er wurde sodann auf einen germanistischen Lehrstuhl der Universität berufen, den er bis zu seiner Emeritierung 2005 innehatte.  1980 war Riemenschneider Mitbegründer der Hagener Orgeltage.

## Werke (Auswahl)
- Grundlagen semiotischer Ästhetik, mit Klaus-Peter Busse, ISBN 3-590-14535-8
- Literaturwissenschaft und Fachdidaktik: method. Prinzipien f. d. Unterricht, mit Klaus Berker, ISBN 3-7895-0190-5
- Ansätze zu einem kritischen Literaturunterricht in der Sekundarstufe ISBN 3-7895-0139-5
- Der Einfluß Maurice Maeterlincks auf die deutsche Literatur bis zum Expressionismus. Dissertation. Aachen 1. Juli 1969, DNB 482425571.